# Pseudoscope
 (septembre 2010).
Si vous disposez d'ouvrages ou d'articles de référence ou si vous connaissez des sites web de qualité traitant du thème abordé ici, merci de compléter l'article en donnant les références utiles à sa vérifiabilité et en les liant à la section « Notes et références ».

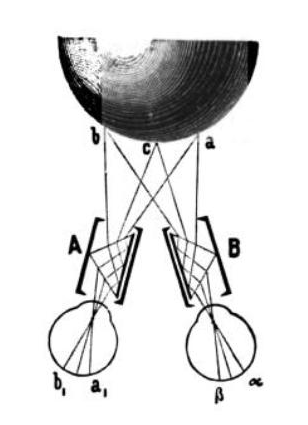
Prisme de pseudoscope.

Un pseudoscope est un instrument optique binoculaire qui inverse notre perception de la profondeur. Il fut inventé par Charles Wheatstone. Il est utilisé pour étudier la perception stéréoscopique humaine. Les objets vus à travers apparaissent rentrés vers l’intérieur : par exemple une boîte posée sur le sol apparaîtra comme un trou en forme de boîte dans le sol.
Il est composé le plus souvent, soit de deux prismes qui inversent l'image de chaque œil, soit de quatre miroirs qui renvoient l'image d'un œil vers l'autre. On peut aussi le trouver avec deux miroirs, l'un des deux yeux percevant directement l'image.
L’échange des deux images d’un stéréoscope standard transforme les aspérités en dépressions, et vice versa. Le pseudoscope produit également ces inversions, il change le convexe en concave et les saillies en creux.
Mais l’inversion pseudoscopique d’une image complexe - un paysage, des rues, etc., produit une impression déroutante, comme si tous les objets - hommes, arbres, etc., étaient placés dans une dépression de la terre, et pourtant tout reste à sa place. Par conséquent, les objets proches apparaissent très grands car nous les imaginons être à une grande distance, et les objets plus lointains apparaissent plus petits car ils paraissent être plus près.